# Ратає (Нижньосілезьке воєводство)
Ратає (пол. Rataje) — село в Польщі, у гміні Волув Воловського повіту Нижньосілезького воєводства.
Населення — 182 особи (2011).
У 1975-1998 роках село належало до Вроцлавського воєводства.

## Демографія
Демографічна структура станом на 31 березня 2011 року:
|          | Загалом | Допрацездатний вік | Працездатний вік | Постпрацездатний вік |
| -------- | ------- | ------------------ | ---------------- | -------------------- |
| Чоловіки | 99      | 12                 | 79               | 8                    |
| Жінки    | 83      | 11                 | 53               | 19                   |
| Разом    | 182     | 23                 | 132              | 27                   |